# Vígszínház-díj
A Vígszínház-díjjal olyan művészeket jutalmaznak, akik kreatív alkotómunkájukkal, kiemelkedő művészi teljesítményükkel hozzájárultak a Vígszínház sikeréhez.

## Díjazottak
- 2014[1]
  - Hegedűs D. Géza – /A társulatért végzett odaadó munkájáért, kimagasló művészi teljesítményéért, A revizorban nyújtott feledhetetlen alakításért./
- 2015[2]
  - Halász Judit – /a Vígszínházért végzett áldozatos munkájáért, a fergeteges hangulatú koncertjeiért, és az Asszony a fronton című előadásban nyújtott felejthetetlen alakításáért./
  - Kern András – /a Kvartettben és A testőrben, valamint 125-ször A kellékesben, 150-szer Az élet mint olyanban és 450-szer a Játszd újra, Sam!-ben nyújtott alakításáért./
  - Dömölky Dániel – / akinek a társulatról készített emblematikus fotói már az egész világot bejárták./
  - Szabó Ádám – /aki egyedivé varázsolta a Vígszínház arculatát./
- 2016[3]
  - Bagó Gizella – /A Színház- és Filmművészeti Egyetem oktatója, énektanár részére/
  - Bodó Viktor – /Jászai Mari-díjas rendező részére/
- 2017[4]
  - Hajduk Károly – /Jászai Mari-díjas színművész részére/
- 2018[5]
  - Wunderlich József színművész részére
  - Szép Zsuzsanna részére
- 2019[6]
  - Wunderlich József színművész részére
  - Antal Csaba díszlettervező részére
  - Majsai-Nyilas Tünde színművész részére
  - Kern András színművész részére
- 2020
  - Sztevanovity Dusán szövegíró részére
  - Magyar Péter produkciós igazgató részére
  - Maróti Zoltán gazdasági igazgató részére
- 2022[7]
  - Héjj János ügyelő
  - Fesztbaum Béla színművész
  - Lukács Sándor színművész
- 2023[8]
  - Henri Zoltán a bútortár vezető
  - Kuhnné Horváth Mária bér- és munkaügyi csoportvezető
  - Hodány Lászlóné gazdasági titkár
- 2024[9]
  - Láposi Réka művészeti főtitkár,
  - Markó Angéla gazdasági vezető
  - Sánta György produkciós igazgató